# Thüringer Schulgesetz
Das Thüringer Schulgesetz vom 6. August 1993 regelt das Schulrecht und Schulwesen in Thüringen.
Das Gesetz bestimmt unter anderem das Recht auf schulische Bildung (§ 1), das Recht auf freie Meinungsäußerung der Schüler (§ 26), die Mitwirkung der Schüler (§ 28) und das Recht der Eltern auf Information und Beratung (§ 31) und auf Mitwirkung (§ 32).

## Gesetzesstruktur
Das Gesetz ist wie folgt strukturiert:
- Erster Abschnitt: Grundsätze des Schulwesens (§ 1 - § 16)
- Zweiter Abschnitt: Schulpflicht (§ 17 - § 24)
- Dritter Abschnitt: Schulverhältnis, Schüler und Eltern (§ 24a - § 32)
- Vierter Abschnitt: Personal und Konferenzen (§ 33 - § 37)
- Fünfter Abschnitt: Schulkonferenz, Landesschulbeirat (§ 38 - § 39)
- Sechster Abschnitt: Schulaufsicht, Institut für Lehrerfortbildung, Lehrplanentwicklung und Medien, eigenverantwortliche Schule, Schulnetzplanung und Medienzentren (§ 40 - § 42)
- Siebter Abschnitt: Lehrpläne, Schulbetrieb und Unterrichtsinhalte (§ 43 - § 50)
- Achter Abschnitt: Pädagogische Maßnahmen und Ordnungsmaßnahmen (§ 51 - § 52)
- Neunter Abschnitt: Beratungsdienste, Schulgesundheitspflege und Unterricht in besonderen Fällen (§ 53 - § 55a)
- Zehnter Abschnitt: Ergänzende Regelungen zum Schulbetrieb und Datenschutz (§ 56 - § 58)
- Elfter Abschnitt: Ordnungswidrigkeiten, Übergangs- und Schlussbestimmungen (§ 59 - § 63)

## Verfassungsrechtliche Vorgaben
Das Grundgesetz für die Bundesrepublik Deutschland trifft in Artikel 7 folgende Festlegungen:
"(1) Das gesamte Schulwesen steht unter der Aufsicht des Staates.
(2) Die Erziehungsberechtigten haben das Recht, über die Teilnahme des Kindes am Religionsunterricht zu bestimmen.
(3) Der Religionsunterricht ist in den öffentlichen Schulen mit Ausnahme der bekenntnisfreien Schulen ordentliches Lehrfach. Unbeschadet des staatlichen Aufsichtsrechtes wird der Religionsunterricht in Übereinstimmung mit den Grundsätzen der Religionsgemeinschaften erteilt. Kein Lehrer darf gegen seinen Willen verpflichtet werden, Religionsunterricht zu erteilen.
(4) Das Recht zur Errichtung von privaten Schulen wird gewährleistet. Private Schulen als Ersatz für öffentliche Schulen bedürfen der Genehmigung des Staates und unterstehen den Landesgesetzen. Die Genehmigung ist zu erteilen, wenn die privaten Schulen in ihren Lehrzielen und Einrichtungen sowie in der wissenschaftlichen Ausbildung ihrer Lehrkräfte nicht hinter den öffentlichen Schulen zurückstehen und eine Sonderung der Schüler nach den Besitzverhältnissen der Eltern nicht gefördert wird. Die Genehmigung ist zu versagen, wenn die wirtschaftliche und rechtliche Stellung der Lehrkräfte nicht genügend gesichert ist.
(5) Eine private Volksschule ist nur zuzulassen, wenn die Unterrichtsverwaltung ein besonderes pädagogisches Interesse anerkennt oder, auf Antrag von Erziehungsberechtigten, wenn sie als Gemeinschaftsschule, als Bekenntnis- oder Weltanschauungsschule errichtet werden soll und eine öffentliche Volksschule dieser Art in der Gemeinde nicht besteht.
(6) Vorschulen bleiben aufgehoben."
Die Landesverfassung trifft im Dritten Abschnitt Festlegungen zum Bildungswesen. Demnach hat jeder ein Recht auf Bildung. 
"Erziehung und Bildung haben die Aufgabe, selbständiges Denken und Handeln, Achtung vor der Würde des Menschen und Toleranz gegenüber der Überzeugung anderer, Anerkennung der Demokratie und Freiheit, den Willen zu sozialer Gerechtigkeit, die Friedfertigkeit im Zusammenleben der Kulturen und Völker und die Verantwortung für die natürlichen Lebensgrundlagen des Menschen und die Umwelt zu fördern."
Es besteht Schulpflicht, Religionsunterricht ist ordentliches Lehrfach.

## Wesentliche Gesetzesinhalte

### Recht auf Bildung
Jeder junge Mensch hat nach Maßgabe des Schulgesetzes ein Recht auf Bildung, welche diskriminierungsfrei zu sein hat.

### Auftrag der Schule
"Der Bildungs- und Erziehungsauftrag der Schule in Thüringen leitet sich ab von den grundlegenden Werten, wie sie im Grundgesetz für die Bundesrepublik Deutschland und in der Verfassung des Freistaats Thüringen niedergelegt sind." Ziel der Bildung ist es insbesondere, die Schüler zu einem offenen Weltbild zu erziehen, welches das menschliche Leben achtet, die Verantwortung des Einzelnen für die Gemeinschaft anerkennt, ein gewaltfreies und friedliches Zusammenleben anerkennt und verantwortungsvoll mit Umwelt und Natur umgeht. Es soll auch die Verbundenheit mit Thüringen und Deutschland als Heimat gefördert und eine Offenheit gegenüber Europa gefördert werden - auch die Verantwortung für alle Menschen auf der Welt ist Bildungsziel. Die Schüler sollen gerecht, solidarisch und offen sein und andere Geschlechter nicht diskriminieren. "Wesentliche Ziele der Schule sind [aber auch]  die Vermittlung von Wissen und Kenntnissen, die Entwicklung von Fähigkeiten und Fertigkeiten, die Vorbereitung auf das Berufsleben, die Befähigung zu gesellschaftlicher Mitverantwortung und zur Mitgestaltung der freiheitlichen demokratischen Grundordnung sowie zum bewussten, selbst bestimmten und kritischen Umgang mit Medien, die Erziehung zur Aufgeschlossenheit für Kultur und Wissenschaft sowie die Achtung vor den religiösen und weltanschaulichen Überzeugungen anderer."

### Schulträgerschaft und Stellung der Schulen
"Die staatlichen Schulen sind nicht rechtsfähige Anstalten des öffentlichen Rechts." Der Schulträger hat Sorge dafür zu tragen, dass ein ausreichendes Angebot an Schulgebäuden besteht. Der Schulträger legt im Einvernehmen mit dem Ministerium auf Vorschlag der Schulkonferenz den Namen der Schule fest.

### Schulgeld
An staatlichen Schulen besteht Schulgeldfreiheit.

### Schulpflicht
Grundsätzlich ist jeder mit Wohnsitz oder gewöhnlichem Aufenthalt in Thüringen schulpflichtig. Die Schulpflicht ist zweigeteilt und besteht aus der Vollzeitschulpflicht und der Berufsschulpflicht. "Die Vollzeitschulpflicht beginnt für alle Kinder, die am 1. August eines Jahres sechs Jahre alt sind, am 1. August desselben Jahres." Sie dauert zehn Jahre, hierbei kommt es auf die tatsächlich besuchten Schuljahre an. Spätestens mit Ende des Schuljahres, in dem der Schüler volljährig wird, endet die Vollzeitschulpflicht.
Es beginnt dann die Berufsschulpflicht.
Wer ohne berechtigten Grund die Schulpflicht verletzt, kann zwangsweise der Schule zugeführt werden. Das Fernbleiben stellt eine Ordnungswidrigkeit dar, welche mit Geldbuße bis zu 1500 Euro sanktioniert wird.

### Mitwirkung
Es werden Gremien der Eltern, Lehrer und Schüler sowie gemeinsame und überschulische Konferenzen gebildet.

### Religion und Ethik
" Religionsunterricht und Ethikunterricht sind in den staatlichen Schulen ordentliche Lehrfächer." Wer nicht am Religionsunterricht teilnimmt, muss am Ethikunterricht teilnehmen.

### Sexual- und Gesundheitserziehung
Die Schule unterstützt die Gesundheitsförderung, weshalb das Rauchen auf dem Schulgelände untersagt ist. 
"Durch die Sexualerziehung, die als Teil der Gesamterziehung zu den Aufgaben der Schule gehört, sollen die Schüler sich altersgemäß mit den biologischen, ethischen, religiösen, kulturellen und sozialen Tatsachen und Bezügen der Geschlechtlichkeit des Menschen vertraut machen. Die Sexualerziehung soll das Bewusstsein für eine persönliche Intimsphäre und für partnerschaftliches, gewaltfreies Verhalten in persönlichen Beziehungen entwickeln und fördern sowie die grundlegende Bedeutung von Partnerschaft, Ehe und Familie vermitteln. Bei der Sexualerziehung ist Zurückhaltung zu wahren sowie Offenheit und Toleranz gegenüber den verschiedenen Wertvorstellungen in diesem Bereich zu beachten; jede einseitige Beeinflussung ist zu vermeiden."

## Geschichte
1920 wurde das Land Thüringen erstmals als Zusammenschluss sieben kleinerer Staaten gegründet. Hauptstadt war Weimar. Nach dem Zweiten Weltkrieg und der Besatzung Ostdeutschlands durch Sowjetische Besetzungsmacht wurde das Land 1949 ein Land der DDR. Im Zuge dessen wird Erfurt Landeshauptstadt. Mit der Verwaltungsrechtsreform 1952 wurde Thüringen in Bezirke aufgelöst. Es galt von dort an das Schulrecht der DDR. Nachdem die Herrschaft der SED mit dem Mauerfall 1989 endete, erließ die Volkskammer am 22. Juli 1990 ein Gesetz, welches die Gründung Thüringens vorsah. Am 3. Oktober 1990, dem heutigen Nationalfeiertag,  trat der Einigungsvertrag in Kraft, mit dem die Deutsche Wiedervereinigung vollzogen wurde. Am 14. Oktober 1990 wählte die Bevölkerung daraufhin den Landtag, welcher am 25. Oktober 1993 die Landesverfassung verabschiedete. Jedoch wurde schon 1991 ein vorläufiges Bildungsgesetz verabschiedet, welches am 6. August 1993 durch das Thüringer Schulgesetz ersetzt wurde. Dieses wurde bis zu seiner Neufassung am 30. April 2003 insgesamt vier Mal geändert. Seitdem gab es weitere Gesetzesänderungen, von denen die letzte durch Artikel 1 der Verordnung vom 24. Mai 2024 zum 1. August 2024 in Kraft trat.